# Haludovo Palace Hotel
Haludovo Palace Hotel je opuštěný hotel na ostrově Krk. Vybudován byl na přelomu 60. a 70. let 20. století jako projekt amerického podnikatele Boba Guccioneho nákladem 45 milionů amerických dolarů. Hotel, který byl otevřen v roce 1972, měl být nejluxusnějším a nejambicióznějším ubytovacím zařízením ve všech socialistických zemích.
Hotel byl vybudován podle projektu Borise Magaše v populárním brutalistickém stylu. Oficiálním investorem byl nicméně podnik Brodokomerc z nedaleké Rijeky. Hotel byl provozován podle tehdejších jugoslávských zákonů prostřednictvím tzv. závodních rad, které však americkému podnikateli umožnily naprosto vše, co si zamanul.
Během existence socialistické Jugoslávie se jednalo o zařízení pro bohatou klientelu, mezi kterou patřili i zahraniční politici, jako byl např. irácký prezident Saddám Husajn, švédský premiér Olof Palme, či další. 
Hotel byl nicméně nerentabilní, velmi brzy zbankrotoval a po pádu komunismu v Jugoslávii byl nakonec opuštěn. V současné době se stavba rozpadá.